# Phil Rudd
Phil Rudd właściwie Phillip Hugh Norman Witschke Rudzevecuis (ur. 19 maja 1954 w Melbourne) – muzyk australijski o niemiecko-irlandzkich korzeniach (nazwisko ma po ojczymie litewskiego pochodzenia), perkusista zespołu AC/DC w latach 1975–1983, 1994–2015 i ponownie od 2020.

## Życiorys
Współpracował z grupami Buster Brown i Coloured Balls. Do AC/DC dołączył na początku 1975 zastępując Petera Clacka. Odszedł z zespołu w 1983 po sesji do albumu Flick Of The Switch, borykając się z problemem uzależnienia narkotykowego i konfliktami z towarzyszami zespołu. Wyemigrował do Nowej Zelandii, gdzie zajmował się wynajmem helikopterów. Powrócił w 1994 i grał do 2015.
W 2014 roku wydał swój solowy album zatytułowany Head Job. 
6 listopada 2014 roku nad ranem został aresztowany w swoim domu i postawiony przed sądem za posiadanie marihuany, metamfetaminy oraz zlecenie dwóch zabójstw. Po kilku godzinach został zwolniony za sprawą kaucji pod warunkiem, że nie będzie utrzymywał kontaktu z zamieszanymi w sprawę. 27 listopada miał obowiązek ponownego zjawienia się w sądzie. Ostatecznie został oczyszczony z zarzutów z powodu braku wystarczającej ilości dowodów, wciąż jednak musiał odpowiedzieć za posiadanie narkotyków. Prawnik perkusisty Paul Mabey zamierzał zaskarżyć funkcjonariuszy, którzy aresztowali jego klienta we własnym domu pod zarzutem zbyt pochopnego oskarżenia o zlecenie morderstw bez wcześniejszego kontaktu z prokuraturą. 
Po przyznaniu się do posiadania narkotyków oraz do grożenia śmiercią jednemu z byłych współpracowników, 9 lipca 2015 Rudd został skazany przez nowozelandzki sąd na osiem miesięcy aresztu domowego.

## Instrumentarium
| Sonor Designer Series, Maple Light Shells, Solid Black Finish - 22x18" Bass Drum - 13x13" Tom Tom - 16x18" Floor Tom - 18x18" Floor Tom - Sonor Signature Series Horst Link 14x5" Snare (Brass Shell, Die Cast Hoops) - Sonor Phil Rudd Signature 14x5" Snare (Chrome over Brass Shell, Die Cast Hoops) Osprzęt - Sonor 600 Series: - DT 670 Drum Throne - SS 677 Snare Stand - CBS 672 Cymbal Boom Stands (6x) - CBA 672 Cymbal Boom Arm - Sonor GSP 3 Giant Step Bass Drum Pedal - Sonor 5000 Series Double Tom Stand - Sonor 5000 Series Hi-Hat Stand |  | Talerze perkusyjne Paiste - 14" 2002 Medium Hi-Hat - 20" 2002 Crash - 19" 2002 Crash - 20" 2002 Crash - 20" 2002 Crash - 19" 2002 Crash - 19" 2002 Crash - 19" 2002 Crash |